# 雙斑密光鰓魚
雙斑密光鰓魚（学名：Pycnochromis margaritifer），又稱雙斑光鰓魚、兩色光鰓雀鯛，俗名為厚殼仔，為輻鰭魚綱鱸形目隆頭魚亞目雀鯛科的其中一種。

## 分布
本魚分布於東印度洋西太平洋區，包括聖誕島、澳洲西北部、萊恩群島、土阿莫土群島、日本、台灣、菲律賓、印尼、密克羅尼西亞、帛琉、夏威夷、所羅門群島、斐濟、馬紹爾群島等海域。

## 深度
水深3至20公尺。

## 特徵
本魚體呈暗褐色，魚體後端約自背鰭鰭條部開始皆為白色，尾鰭、臀鰭亦自此開始為白色。體呈卵圓形而側扁，眼中大，上側位。口小，上頜骨末端僅及眼前緣；齒細小，圓錐狀。尾鰭叉形，但上下葉的末端鈍，且各有2條延長成絲狀的鰭條。胸鰭基底黑色。背鰭硬棘12枚；軟條12至13枚；臀鰭硬棘2枚；軟條11至12枚。體長可達9公分。

## 生態
本魚常單獨或一小群在礁體向海斜坡無遮蔽物處活動，以動物性浮游生物或藻類為食。

## 經濟利用
多為觀賞魚，經濟價值低。